# Cicurina
Cicurina  (лат.) — род пауков семейства Dictynidae. Более 100 видов, главным образом троглобионты. Голарктика.

## Распространение
Голарктика: Северная Америка (Мексика, США), Европа (1 вид), Восточная Азия (включая Японию; 7 видов).

## Описание
Мелкие и среднего размера пауки. Мельчайшие виды (C. minorata) имеют длину менее 2 мм, а крупнейшие (например, C. ludoviciana) превышают 13 мм. Более 100 видов, из которых около 70 найдены в Техасе (США), включая 50 троглобионтов. Как и у других, живущих в пещерах пауков, у них отсутствуют глаза, удлинённые конечности, светлая окраска тела, утончённая кутикула. Род был выделен в 1871 году немецким энтомологом Францем Антоном Менге (1808—1880).
Один из редких охраняемых видов этого рода (Cicurina venii), недавно вызвал остановку строительства дороги в США в том месте, где он был обнаружен.

## Систематика
До 1967 года рассматривались членами семейства  Agelenidae, а затем были перенесены в Dictynidae. 5 подродов и более 100 видов: C. aenigma — C. alpicora — C. anhuiensis — C. arcata — C. arcuata — C. arizona — C. arkansa — C. armadillo — C. atomaria — C. bandera — C. bandida — C. baronia — C. barri — C. blanco — C. breviaria — C. brevis — C. browni — C. brunsi — C. bryantae — C. bullis — C. buwata — C. caliga — C. calyciforma — C. cavealis — C. caverna — C. cicur — C. coahuila — C. colorada — C. coryelli — C. davisi — C. delrio — C. deserticola — C. dorothea — C. eburnata — C. ezelli — C. gertschi — C. gruta — C. harrietae — C. hexops — C. holsingeri — C. hoodensis — C. idahoana — C. intermedia — C. itasca — C. iviei — C. japonica — C. jiangyongensis — C. jonesi — C. joya — C. kimyongkii — C. leona — C. loftini — C. ludoviciana — C. machete — C. maculifera — C. maculipes — C. madla — C. marmorea — C. maya — C. mckenziei — C. medina — C. menardia — C. microps — C. mina — C. minima — C. minnesota — C. minorata — C. mirifica — C. mixmaster — C. modesta — C. neovespera — C. nevadensis — C. obscura — C. oklahoma — C. orellia — C. pablo — C. pacifica — C. pagosa — C. pallida — C. pampa — C. paphlagoniae — C. parma — C. pastura — C. patei — C. peckhami — C. phaselus — C. placida — C. platypus — C. porteri — C. puentecilla — C. pusilla — C. rainesi — C. reclusa — C. reddelli — C. rhodiensis — C. riogrande — C. robusta — C. rosae — C. rudimentops — C. russelli — C. sansaba — C. secreta — C. selecta — C. serena — C. shasta — C. sheari — C. sierra — C. simplex — C. sintonia — C. sprousei — C. stowersi — C. suttoni — C. tacoma — C. tersa — C. texana — C. tianmuensis — C. tortuba — C. travisae — C. troglobia — C. troglodytes — C. ubicki — C. utahana — C. uvalde — C. varians — C. venefica — C. venii — C. vespera — C. vibora — C. wartoni — C. watersi — C. wiltoni